# Чарівний скарб
Чарівний скарб (рос. Волшебный клад) — радянський мальований мультиплікаційний фільм, створений 1950 року режисером-мультиплікатором Дмитром Бабіченком за мотивами бурятсько-монгольської казки Павла Маляревського.

## Сюжет
У далекі часи стада багатія Галсана охороняв пастух Баїр. Одного разу він побачив, як гриф схопив гарного птаха, і врятував її, підстреливши хижака стрілою.
Після закінчення служби, Баїр отримав 16 монет. Але Галсан виявився не тільки жадібним багатієм, але й шахраєм, вирахувавши гроші за кобилу, що стала кульгавити, за зламаний батіг та інше. Пастух не витримав і вдарив Галсана скринею.

## Озвучування
- Володимир Грибков — купець Галсан
- Володимир Балашов — пастух Баїр
- Ераст Гарін — суддя
- Олександра Панова — дружина Галсана
- Наталія Гіцерот — чарівний птах

## Український дубляж
Українською мовою мультфільм дубльовано студією «Так Треба Продакшн» у 2005 році. Ролі дублювали: Віталій Дорошенко, Анатолій Пашнін, Олег Стальчук, Володимир Терещук, Наталя Надірадзе і Олена Бліннікова.